# Фридрих, Пауль Леопольд
Пауль Леопольд Фридрих (нем. Paul Leopold Friedrich; 26 января 1864, Штадтрода, Германия — 15 января 1916, Кёнигсберг, Королевство Пруссия) — немецкий хирург и бактериолог.

## Биография
Родился 26 января 1864 года в городе Штадтрода, Саксен-Альтенбург. В 1888 году он получил докторскую степень в Лейпцигском университете, а в качестве молодого ассистента работал под руководством Роберта Коха (1843—1910) в имперском отделе здравоохранения в Берлине. С 1894 года он работал приват-доцентом хирургии в Лейпциге, где в 1896 году он стал доцентом. Позже он работал профессором в университетах Грайфсвальда (с 1903 года), Марбурга (с 1907 года) и Кенигсберга (с 1911 года). В Грайфсвальде он сменил Августа Бира (1861—1949) на должности директора Хирургической университетской больницы. Двумя известными помощниками Фридриха были Фердинанд Зауэрбрух (1875—1951) и Мартин Киршнер (1879—1942).
Фридрих был пионером во многих аспектах хирургии, включая работу в области грудной хирургии (легких). Его помнят за его исследования лечения ран и его усилия по снижению бактериальных инфекций. Посредством экспериментов он продемонстрировал важность обработки (удаления инфицированной ткани) в течение шести часов. Он также проделал большую работу, связанную с заболеваниями, которые включали перитонит и туберкулез. Ему приписывают введение практики использования бесшовных резиновых перчаток во время хирургических операций.

## Семья
В 1900 году Фридрих женился на Шарлотте фон Бюлов (Charlotte von Bülow; 1878—1973), дочери председателя Сената при Императорском суде Карла Фридриха Юлиуса фон Бюлова (Karl Friedrich Julius von Bülow). В браке родились четыре сына и дочь, в том числе:
- Карл Иоахим Фридрих (1901—1984) — немецко-американский политолог.
- Отто Андреас Фридрих[нем.] (1902—1975) — немецкий предприниматель.